# Penningbränning

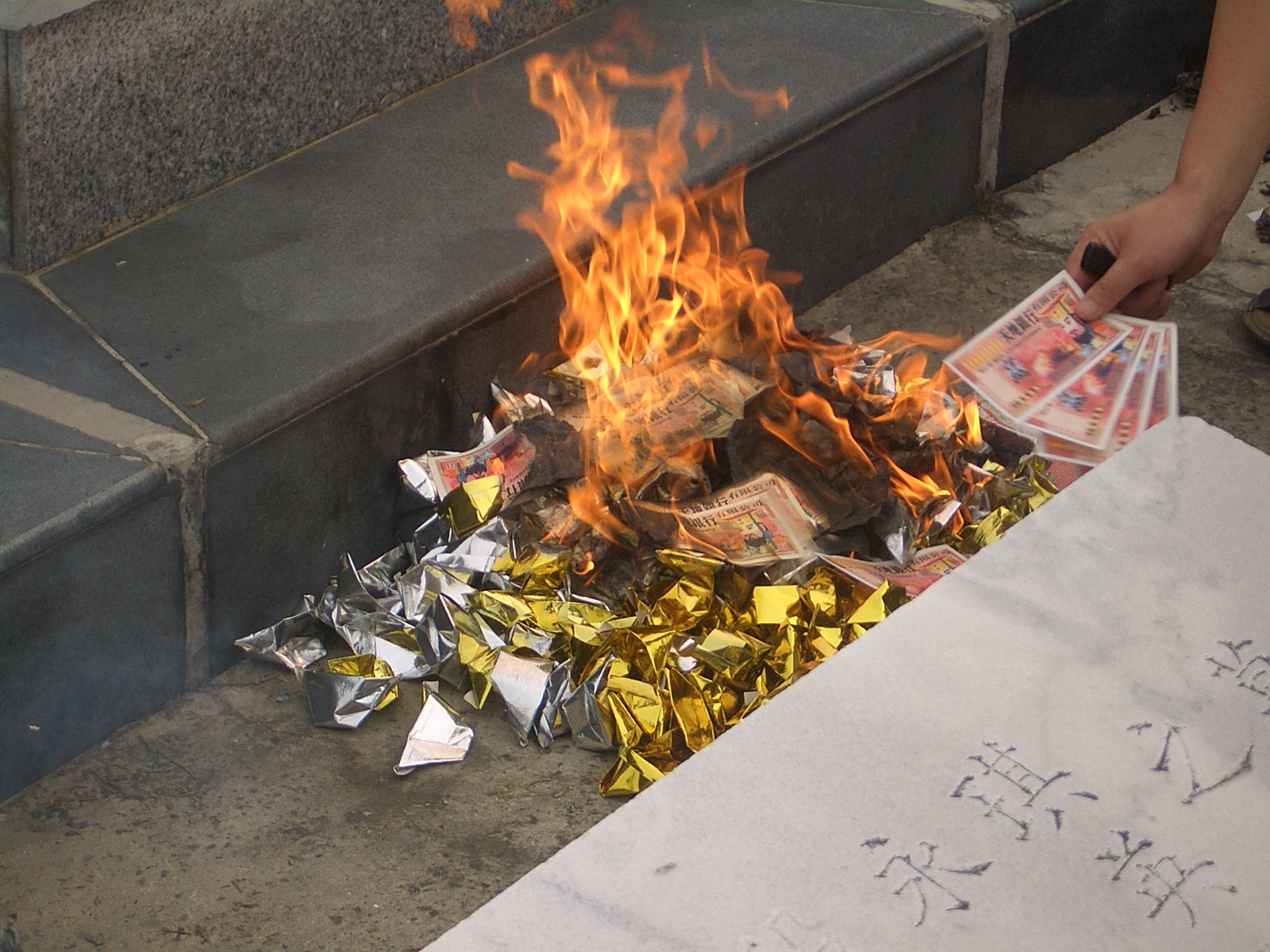
Penningbränning

Penningbränning syftar på åtgärder för att förstöra pengar. I det typiska exemplet eldas sedlar rent fysiskt upp.
Vid penningbränning minskar penningägarens tillgångar, utan att någon särskild grupp eller person gynnas specifikt. Dock medför det att värdet på de återstående pengarna ökar något, genom att den totala penningmängden minskar.
Penningbränning används oftast för att signalera någon form av budskap. Det kan exempelvis vara en spektakulär del av en protest eller en artistisk verksamhet.
Att bränna sedlar är olagligt i vissa länder, såsom USA, men lagligt i exempelvis Sverige. Däremot får man inte sprida mynt eller sedlar som bearbetats eller förändrats.

## Uppmärksammade fall
Den 6 juli 2010, under politikerveckan i Almedalen, eldade Feministiskt initiativ med bland andra dess talesperson Gudrun Schyman upp 100 000 kronor för att uppmärksamma skillnaden i löner mellan män och kvinnor. Pengarna kom från ett "reklamkollektiv".